# Carl Segerståhl
Carl Segerståhl, född 12 maj 1899 i Norrköping, död 23 maj 1958 i Vindeln, var en svensk rektor, målare, tecknare och grafiker.
Segerståhl avlade fil. kand-examen vid Lunds universitet och var därefter verksam som lärare och från 1948 som rektor vid Västerbottens läns folkhögskola i Vindeln. Under sin fritid ägnade han sig åt konstnärlig verksamhet och ställde ut separat i bland annat Norrköping 1952 samt medverkade i samlingsutställningar med olika konstellationer. En minnesutställning med hans konst visades i Vindeln 1958. Han gav ut minnesboken Barndomens stigar 1951. Hans konst var till en början naturalistisk men den utvecklades till att skildra ett komplicerat fantasiliv med olika underfundiga tolkningar i bildframställningen.